# Strongylurus minor
Strongylurus minor là một loài bọ cánh cứng trong họ Cerambycidae.